# Palác Hochbergů z Hennersdorfu
Palác Hochbergů z Hennersdorfu (či též palác Lažanských nebo Bannovský dům) je barokní objekt stojící na adrese Husova 241/7, na rohu se Zlatou ulicí na Starém Městě pražském, přímo naproti objektu dominikánského kláštera a vstupu do kostela sv. Jiljí. Objekt je od roku 1964 chráněn jako kulturní památka České republiky.

## Historie

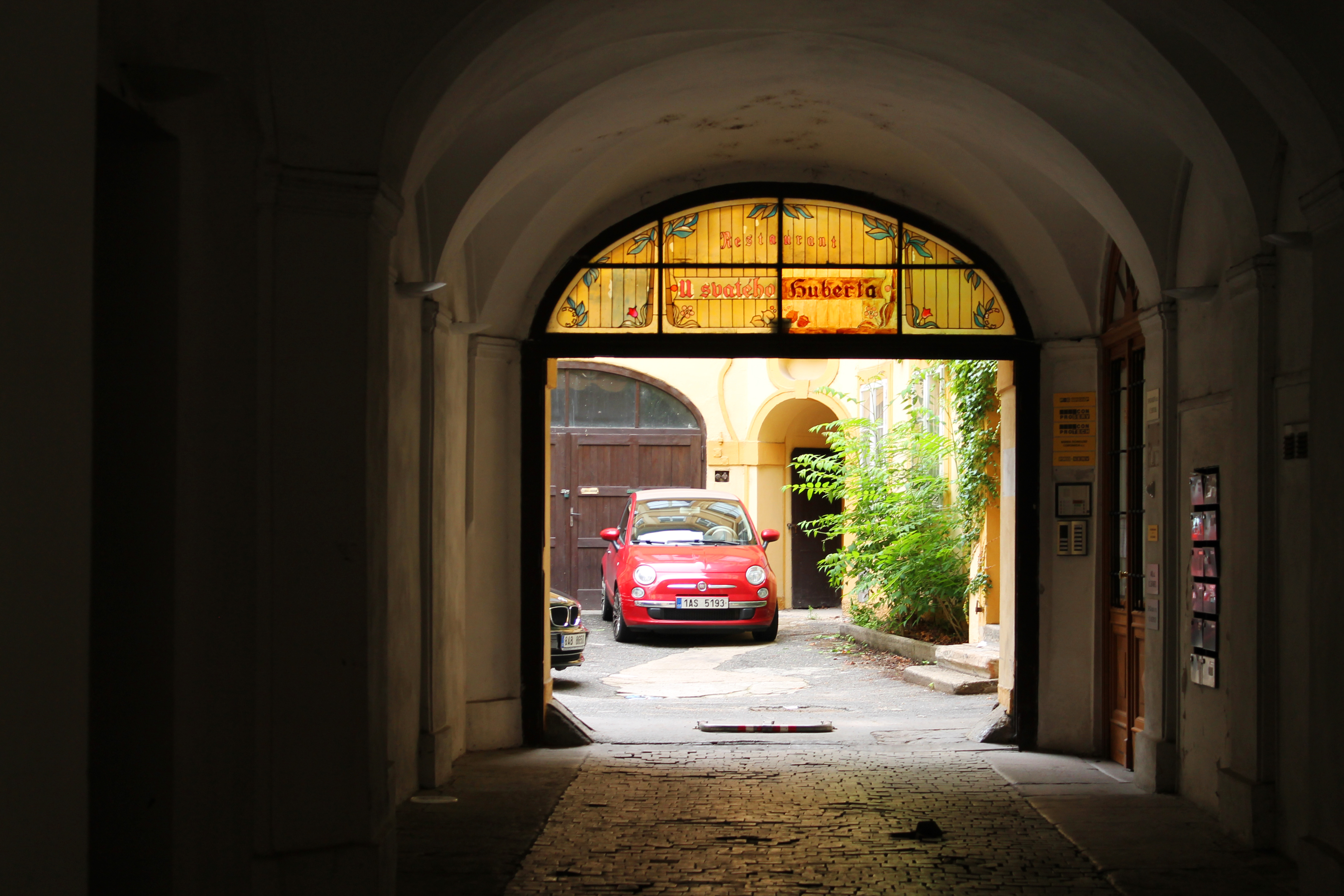
Průjezd paláce

Palác byl postaven v místě dvou starších domů, ze kterých se zachovaly zbytky románského domu z kvádříkového zdiva a gotické sklepení. Pravděpodobně koncem 16. století provedl tehdejší vlastník Jan Bann z Fenixfeldu pozdně renesanční přestavbu.
Kolem roku 1713 byl dům přestavěn ve vrcholně barokním slohu, kdy byl také postaven vstupní portál. Přestavba byla provedena pro šlechtický rod Hochbergů z Hennersdorfu zřejmě podle plánů Jana Blažeje Santiniho-Aichela. Po roce 1716 přešel dům do majetku Lažanských. K výraznější pozdně klasicistní úpravě pak došlo v roce 1844, stavitelem byl snad Kašpar Předák.
Palác býval dříve spojován s objektem, v němž byly koncem 14. století uchovávány Zemské desky; podle novější historické topografie byl ale tento objekt v sousedství, na místě částí domů čp. 242 a 243.
Dům je v soukromém vlastnictví, je využíván pro ubytování a pro obchodní, kancelářské a výstavní prostory.